# Vivitar

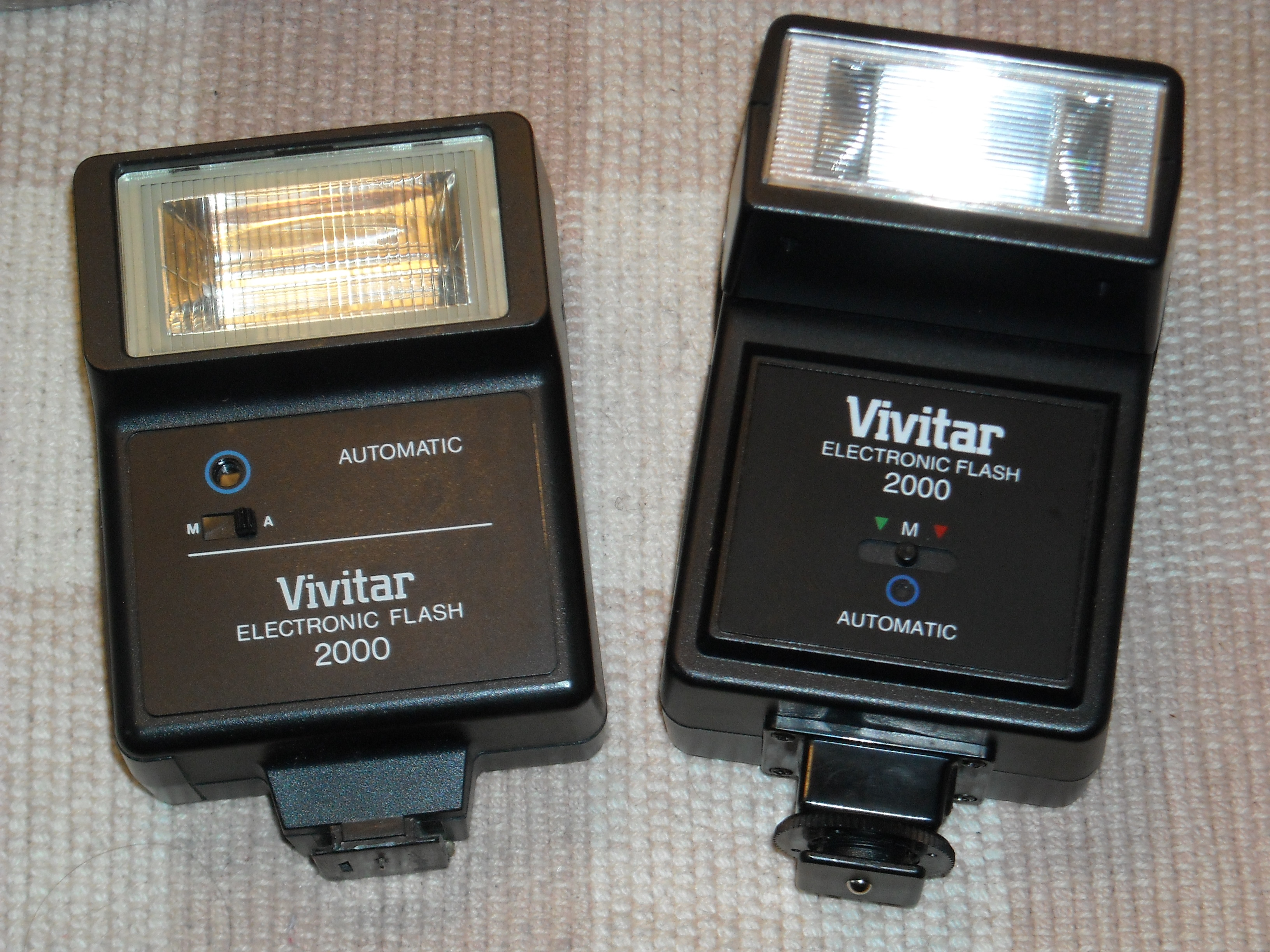
flash Vivitar

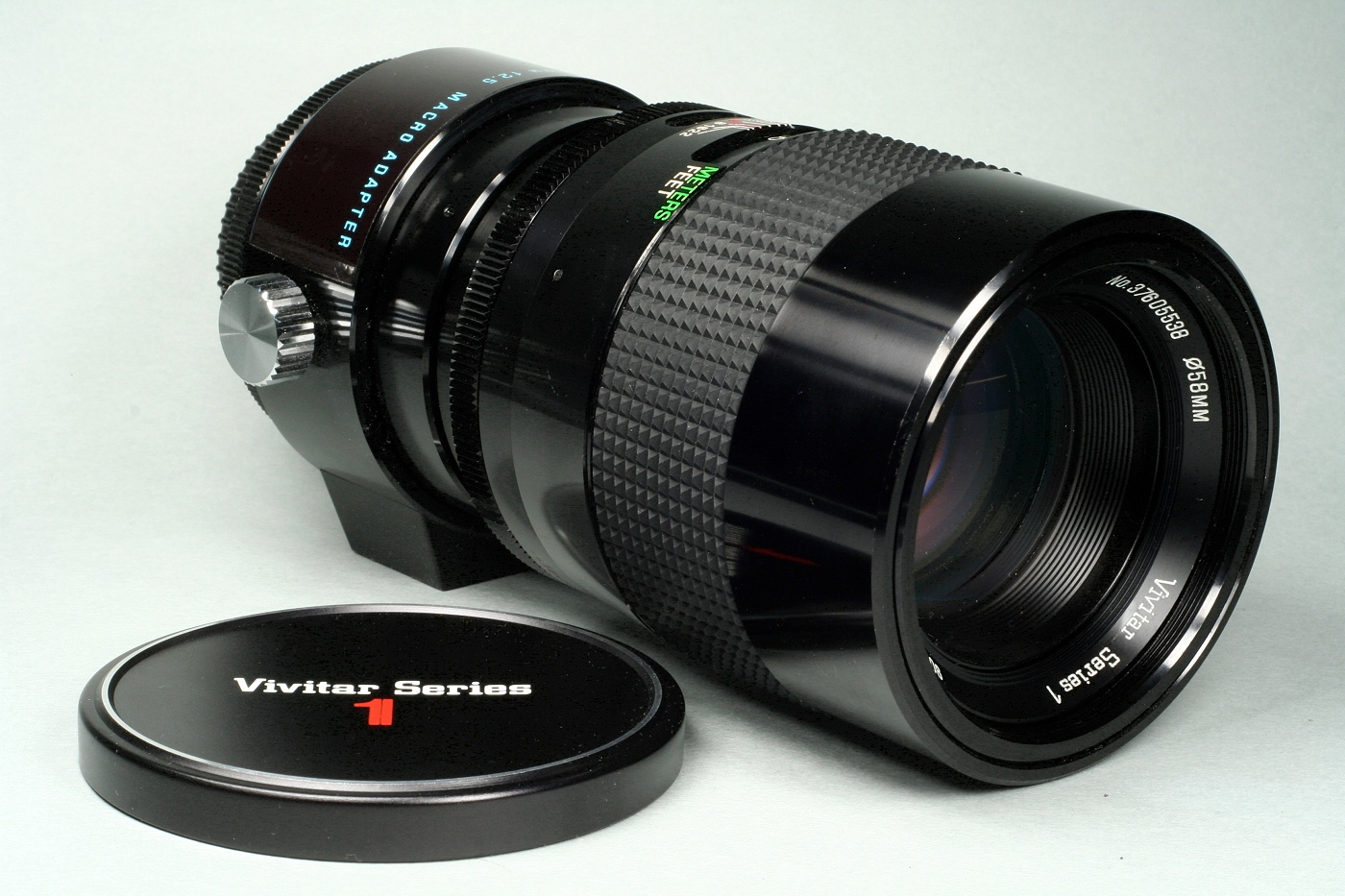
obiettivo macro Vivitar

Vivitar è un'azienda di materiale fotografico ed ottico fondata nel 1938 con sede ad Oxnard, in California, negli Stati Uniti. Nel 2006 l'azienda è stata rilevata dalla Syntax-Brillian Corporation per 26 milioni di dollari. Tuttavia il 21 agosto 2008 la Syntax-Brillian ha dichiarato il fallimento, il brand Vivitar è così stato ceduto alla Sakar International.
I prodotti Vivitar riguardano fotocamere SLR da 35 mm, obiettivi fotografici, flash, binocoli, fotocamere digitali, visori notturni, treppiedi fotografici ed altri accessori fotografici.